# أنطوان بيشامب
بيير جاك أنطوان بيشامب (16 أكتوبر 1816 - 15 أبريل 1908) (بالإنجليزية: Pierre Jacques Antoine Béchamp) عالم فرنسي معروف باكتشافاته في الكيمياء العضوية التطبيقية، ولمنافسته للعالم الفرنسي لويس باستور.